# Staffan Winbergh
Arvid Staffan Arvidsson Winbergh, född 19 december 1945 i Stockholm, är en svensk dokumentärfilmare, fotograf, speaker och tidigare rockmusiker (trumslagare). Hans porträttdokumentärer Med ett ben i evigheten (1998) om levnadskonstnären Arne Ottoson, samt Född i en likkista (2000) om begravningsentreprenören och författaren Sonja Malmberg har visats på SVT2 och belönats vid filmfestivaler.  
Winbergh var på sextiotalet medlem i gruppen Steampacket.

## Filmografi
- 1967 – Åsa-Nisse i agentform - musiker
- 1990 Proffsbökarna på Stjärnberget - produktion, foto, ljud, redigering
- 1996 Holi Hey - foto, klipp
- 1998 Med ett ben i evigheten - regi, manus, produktion, foto, redigering, berättare
- 2000 Född i en likkista - regi, manus, produktion, foto, redigering, berättare